# Штамбергер, Габриэла
Габриэ́ла Шта́мбергер (нем. Gabriele Stammberger, урожд. Бро́йнинг (нем. Bräuning), в 1931—1957 Ге́ниш нем. Haenisch; 15 октября 1910, Берлин — 13 марта 2005, Берлин) — немецкая коммунистка, лектор издательства Dietz Verlag в ГДР.

## Биография
Дочь архитектора Габриэла Бройнинг познакомилась с коммунистом Вальтером Генишем и вышла за него замуж. В 1932 году, в возрасте 22-х лет, находясь в положении, вместе с мужем выехала в СССР. 3 октября 1932 года у супругов Гениш родился сын Александр. В марте 1938 года Вальтер Гениш был арестован за шпионскую деятельность и в мае того же года приговорён к смерти. 16 июня 1938 года он был казнён на Бутовском полигоне. Габриэла зарабатывала на жизнь, работая на шелкопрядильной фабрике. В 1939 году она познакомилась с Грегогом Гогом, издателем в годы Веймарской республики. 5 ноября 1940 года у них родился сын Штефан. С 1941 года Габриэла Гениш работала переводчиком в «Издательстве иностранной литературы» в Москве.
С началом Великой Отечественной войны Гениш и Гог вместе с двумя детьми были эвакуированы в Среднюю Азию. В суровых условиях в Фергане сначала 16 декабря 1941 года от воспаления лёгких умер Штефан, затем 31 марта 1942 года от менингита скончался старший сын Александр.
В октябре 1945 года умер Грегор Гог. Габриэла Гениш после войны работала в Узбекистане учительницей, вернулась в Германию в 1954 году. Несмотря на то, что её родственники проживали в Западном Берлине и ФРГ, она осталась в ГДР. Получила должность лектора в издательстве СЕПГ Dietz Verlag, работала преимущественно над биографическими публикациями. В 1957 году вышла в третий раз замуж за геолога Фридриха Штамбергера (1908—1978), который отбыл десять лет в трудовом исправительном лагере под Норильском. После его смерти в 1978 году Габриэла Штамбергер учредила в его честь Премию Фридриха Штамбергера (нем. Friedrich-Stammberger-Preis) за выдающиеся достижения в области геологии.
Габриэла Штамбергер приветствовала падение Берлинской стены и возлагала большие надежды на построение демократического социализма в Германии. До своей смерти оставалась членом ПДС.